# Ḩ
Ḩ, ḩ (H с седилью) — буква расширенной латиницы, используемая в некоторых романизациях.

## Использование
Используется в романизации арабского алфавита BGN/PCGN (1956) и ГЭГНООН (1972) для передачи арабской буквы ха (ح), обозначающей звук [ħ], хотя в большинстве других романизаций используется буква Ḥ (H с точкой снизу).
Используется в следующих романизациях KNAB:
- адыгейского языка для передачи диграфа Хъ[4];
- агульского, ахвахского, арчинского, багвалинского, будухского, чамалалского, годоберинского, хинухского, хунзибского, каратайского, хиналугского, хваршинского, крызского, рутульского, тиндинского, цезского и убыхского языков[5].